# Trimetilbutano
El trimetilbutano es un alcano de cadena ramificada con fórmula molecular C7H16.